# 上大津村
上大津村（かみおおつむら）は茨城県新治郡にかつて存在した村である。現在の茨城県土浦市の東部に位置する。上大津村役場は、現在、土浦市上大津支所となっている。

## 歴史
- 1889年（明治22年）4月1日 - 町村制施行により、白鳥村、手野村、田村、沖宿村、菅谷村、神立村が合併し新治郡上大津村が発足。
- 1895年（明治28年）村内の神立地区に、常磐線の神立駅が開業。
- 1947年（昭和22年）‐大字手野に上大津村立上大津中学校が開校する。
- 1954年（昭和29年）11月1日 - 土浦市に編入され消滅。

村名の由来
「上大津村」の村名は、中世にこの地域が荘園であり、「大津郷」と呼ばれていたことに由来する。
農業恐慌
昭和初期に起きた農業恐慌の際、当村も村民のほとんどが農業を営んでおり恐慌の影響を受けた。その後、当村は茨城県の「経済更生モデル地区」に指定され、村を挙げた経済再生運動が行われた。
上大津中学校の設立を巡って〜分村騒動
1949年（昭和24年）5月、新学制の発足により当村に新しく中学校が設立されることとなった。上大津村議会では、新中学校の敷地決定で大字手野の台地に決定したが、これに上大津東小学校学区の田村・沖宿の村民は反発。分村騒動へと発展してしまい、分村し「中大津村」よして発足しようという事態となってしまう。分村派はますます過熱し、上大津東小学校の南側に新学校の校舎を建設するという実力行使にでる。6月10日、村議会で分村派と慎重派で合同総会を開催、話し合いで結論は出ず投票となる。19対3で分村は反対の決議となる。これにより、分村派だった村議会議員や区長は辞任。手野に新中学校の校舎建設が急ピッチで進んだ。
同年9月7日、校舎が竣工。新しい中学校の竣工祝賀式が盛大に開催された。この日は、上大津村立上大津中学校が土浦市立土浦第五中学校となった現在でも当校の創立記念日となっている。
土浦市との合併
1953年（昭和28年）、町村合併推進法が成立。これを受けて、翌年の1954年（昭和29年）11月1日に上大津村は土浦市に編入合併となり60年余りの歴史に幕をおろした。合併の際には、市民運動会や演芸会、小中学校音楽会や仮装行列など多彩な記念行事が開催された。

### 町名の変遷
| 1889年 以前 | 1889年 以前 | 1889年 4月1日 | 1889年 4月1日 | 1954年 11月1日 | 1954年 11月1日 | 1971年                                 | 1988年                                 | 1996年                                 | 1998年                                 | 現在     |
|             | 市町村名    | 市町村名      | 大字          | 市町村名       | 町・丁名       | 町・丁名                               | 町・丁名                               | 町・丁名                               | 町・丁名                               | 町・丁名 |
| ----------- | ----------- | ------------- | ------------- | -------------- | -------------- | -------------------------------------- | -------------------------------------- | -------------------------------------- | -------------------------------------- | -------- |
|             | 手野村      | 上大津村      | 手野          | 土浦市         | 手野町         | 手野町                                 | 手野町                                 | 手野町                                 | 手野町                                 | 手野町   |
|             | 白鳥村      | 上大津村      | 白鳥          | 土浦市         | 白鳥町         | 白鳥町                                 | 白鳥町                                 | 白鳥町                                 | 白鳥町                                 | 白鳥町   |
|             | 田村        | 上大津村      | 田            | 土浦市         | 田村町         | 田村町                                 | 田村町                                 | 田村町                                 | 田村町                                 | 田村町   |
|             | 田村        | 上大津村      | 田            | 土浦市         | 田村町         | 田村町                                 | 田村町                                 | 田村町                                 | おおつ野                               | おおつ野 |
|             | 沖宿村      | 上大津村      | 沖宿          | 土浦市         | 沖宿町         | 沖宿町                                 | 沖宿町                                 | 沖宿町                                 | おおつ野                               | おおつ野 |
|             | 沖宿村      | 上大津村      | 沖宿          | 土浦市         | 沖宿町         | 沖宿町                                 | 沖宿町                                 | 沖宿町                                 | 沖宿町                                 | 沖宿町   |
|             | 菅谷村      | 上大津村      | 菅谷          | 土浦市         | 菅谷町         | 菅谷町                                 | 菅谷町                                 | 菅谷町                                 | 菅谷町                                 | 菅谷町   |
|             | 神立村      | 上大津村      | 神立          | 土浦市         | 神立町         | 中神立町                               | 中神立町                               | 中神立町                               | 中神立町                               | 中神立町 |
|             | 神立村      | 上大津村      | 神立          | 土浦市         | 神立町         | 神立町1・2区                           | 神立中央（1～5丁目）                   | 神立中央（1～5丁目）                   | 神立中央（1～5丁目）                   | 神立中央 |
|             | 神立村      | 上大津村      | 神立          | 土浦市         | 神立町         | 神立町1・2区                           | 神立東（1・2丁目）                     | 神立東（1・2丁目）                     | 神立東（1・2丁目）                     | 神立東   |
|             | 神立村      | 上大津村      | 神立          | 土浦市         | 神立町         | 神立町1・2区                           | 神立町(1区)                            | 神立町(1区東・中・西)                  | 神立町(1区東・中・西)                  | 神立町   |
|             | 神立村      | 上大津村      | 神立          | 土浦市         | 神立町         | 神立町1・2区                           | 神立町(1区)                            | 神立町(1区東・中・西)                  | 神立町(1区東・中・西)                  | 神立町   |
|             | 神立村      | 上大津村      | 神立          | 土浦市         | 神立町         | 北神立町(※設置時期不明、自治会未設置） | 北神立町(※設置時期不明、自治会未設置） | 北神立町(※設置時期不明、自治会未設置） | 北神立町(※設置時期不明、自治会未設置） | 北神立町 |

## 大字
- 手野（ての）
- 白鳥（しらとり）
- 田（た）
- 沖宿（おきじゅく）
- 菅谷（すげのや）
- 神立（かんだつ）

## 土浦市との合併後の動き
（この節の出典）
- 土浦市との合併後、村内にあった上大津村立上大津中学校は土浦市立土浦第五中学校と改称。これにより、旧上大津村地区は、五中地区とも呼ばれる。
- 2014年（平成26年）、土浦市との合併60周年を迎える。これを記念して、記念式典の開催や記念誌の発行など様々な記念事業が行われた。